# Eublemma perinephela
Eublemma perinephela är en fjärilsart som beskrevs av Turner 1945. Eublemma perinephela ingår i släktet Eublemma och familjen nattflyn. Inga underarter finns listade i Catalogue of Life.